# New Zealand State Highway 43
Der New Zealand State Highway 43 (State Highway 43 oder in Kurzform SH 43, auch bekannt unter dem Namen Forgotten World Highway) ist eine Fernstraße von nationalem Rang auf der Nordinsel von Neuseeland. Die Straße gilt als erster Heritage Highway (sinngemäß: Kulturerbestraße) des Landes.

## Namensherkunft

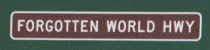
Wegbeschilderung

Der Name „Forgotten World Highway“ resultiert aus der abgelegenen Lage der Straße in einem weitgehend unberührten Gebiet und der dezentralen Lage zu den Verwaltungszentren, deren Sitz für die jeweiligen Distrikte die beiden Endpunkte sind. Durch seine zahlreichen Bezüge zur Geschichte der Region, der interessanten vielfältigen Landschaft sowie zahlreicher geologischer Besonderheiten hat diese Straße jedoch vor allem für Touristen einen besonderen Reiz. 

## Geographie
Die Fernstraße besitzt eine Länge von 155 km und befindet sich im westlichen Teil der Nordinsel. Sie verbindet die Orte Taumarunui im Ruapehu District der Region Manawatū-Whanganui und Stratford im Stratford District der Region Taranaki.
Mit durchschnittlich 150 Fahrzeugen pro Tag ist er der neuseeländische Highway mit dem geringsten Fahrzeugaufkommen. Rund drei Stunden benötigt man mit dem Pkw für die Strecke, mit einem Campervan eine Stunde mehr. Der Highway windet sich über vier Bergsättel, durch einen einspurigen Tunnel und entlang eines durch viele Windungen geprägten Flusstals.

## Streckenführung
- Km 0: Taumarunui (Abzweig vom SH 4)
- Km 10: Te Maire
- Km 25: Aukopae
- Km 42: Abzweigung nach Stratford (SH 43 und Ohura)
- Km 47: Tatu
- Km 63: Tangarakau Gorge
- Km 73: Tahora
- Km 80: Kohuratahi
- Km 90: Whangamōmona
- Km 98: Pohokura
- Km 109: Te Wera
- Km 116: Huikama
- Km 119: Strathmore
- Km 132: Douglas
- Km 145: Toko
- Km 155: Stratford[1]

Bis auf Whangamōmona sind diese Orte oder Ortsbezeichnungen Ansiedelungen weniger Menschen oder frühere Plätze einer Besiedelung oder wirtschaftlichen Nutzung.

## Sehenswürdigkeiten
Eine Auswahl der Sehenswürdigkeiten und Besonderheiten entlang der Strecke, weitere sehenswerte Orte befinden sich teilweise einige Kilometer abseits des Forgotten World Highways:
- Taumarunui hat bei den Māori eine lange Tradition, zahlreiche größere Zusammenkünfte fanden hier statt. Heute hat die Stadt eine Bahnstation der Hauptstrecke Auckland – Wellington.
- Te Maire Reserve, großes zusammenhängendes Steineiben-Waldgebiet mit Wanderwegen
- Nukunuku Museum, mit Ausstellungsstücken der ersten Siedler
- Aukopae Tunnel, ehemaliger Straßentunnel, seit 1968 nicht mehr genutzt
- Nevins Lookout, Aussichtspunkt mit Aussicht zu den Vulkanen
- The Tangarakau Gorge, Steineiben-Urwald
- Morgan´s Grave, Grab des frühen Erforschers der Region, Joshua Morgan, der hier 1892 im Alter von 35 Jahren an einer Krankheit starb
- Moki Tunnel, 1936 gebauter 180 Meter langer einspuriger  Tunnel, bei dessen Bau zahlreiche Fossilien gefunden wurden. Heute steht über dem Tunnelportal die Bezeichnung Hobbits Hole
- Tahora Saddle, Aussichtspunkt über die Region und auf zwei Eisenbahntunnel
- Whangamōmona, der Ort ist bekannt für sein historisches Hotel und dafür, dass jährlich Mitte Januar die Republik Whangamomona ausgerufen wird.
- Whangamōmona Saddle, Pohokura Saddle, Strathmore Saddle: Gebirgssättel mit Ausblick über das Hügelland, von der Spitze des „Strathmore Saddle“ hat man bei guter Sicht nach Osten die drei Vulkane des Tongariro-Nationalparks, Ruapehu, Tongariro und Ngauruhoe und im Westen den Mount Taranaki.

Zahlreiche Anzeichen ehemaliger Siedlungen und Farmflächen entlang der Straße zeugen von früheren Versuchen der Ansiedlung und wirtschaftlicher Nutzung des wilden Hügellandes.
In der Nähe des Ortes Strathmore zweigt eine Straße in ein abgelegenes Tal ab, in dem sich um das Jahr 1900 die ersten Siedler ansiedelten. Hier entstand, in Erinnerung an die Bridge to Nowhere im Whanganui National Park die baugleiche Bridge to Somewhere (Brücke nach Irgendwo).

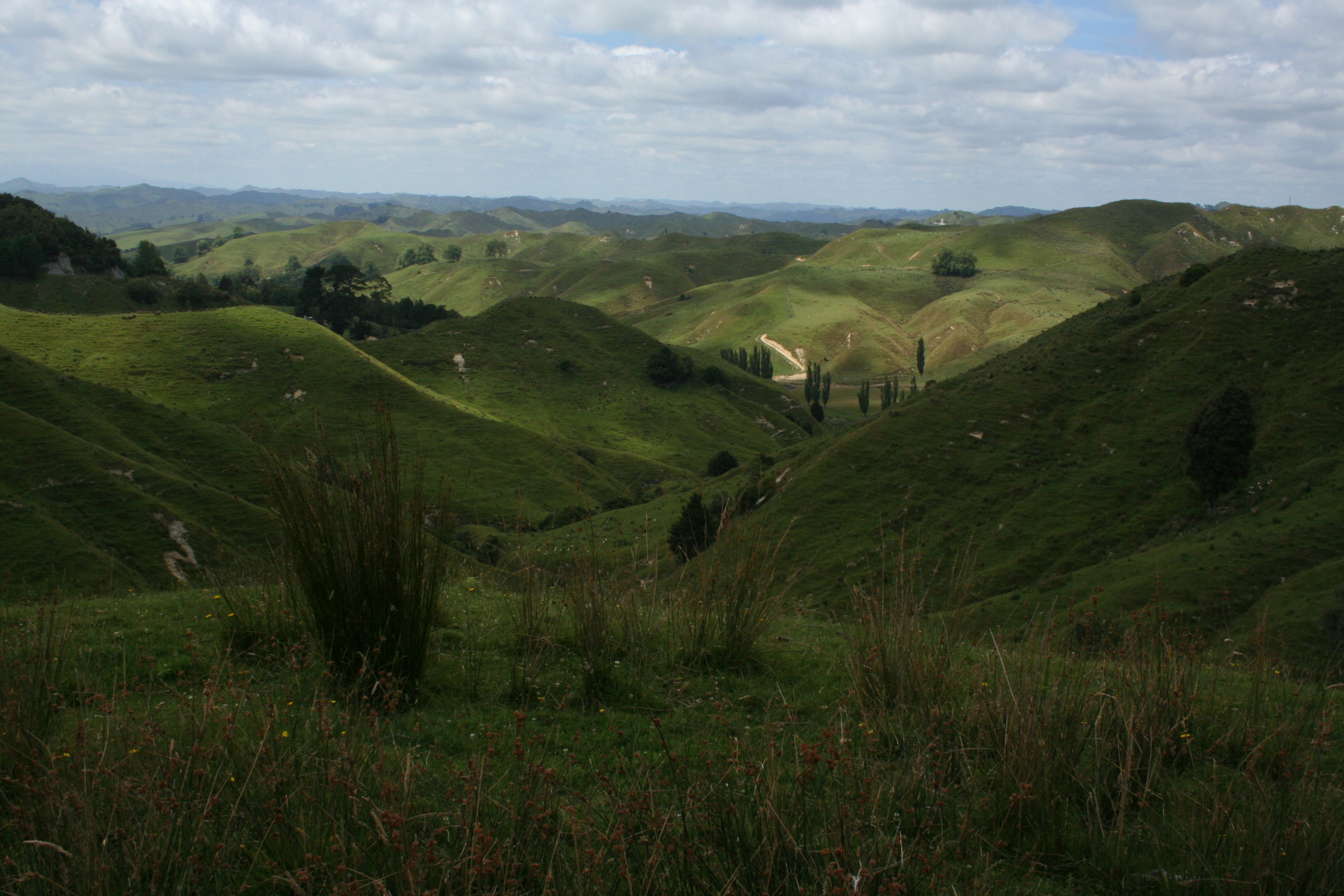
Landschaft am Forgotten World Highway
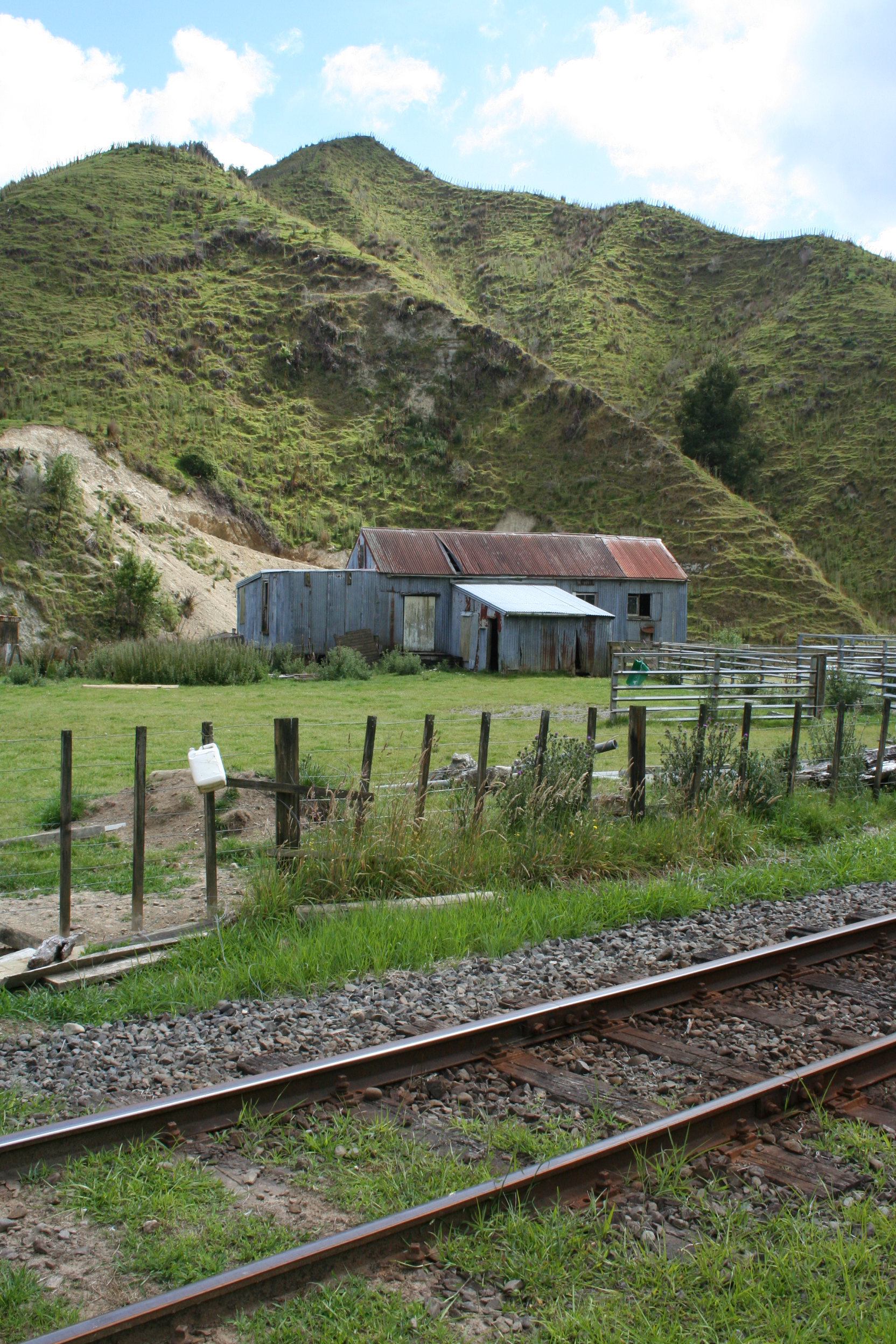
Verlassenes Gebäude am Forgotten World Highway
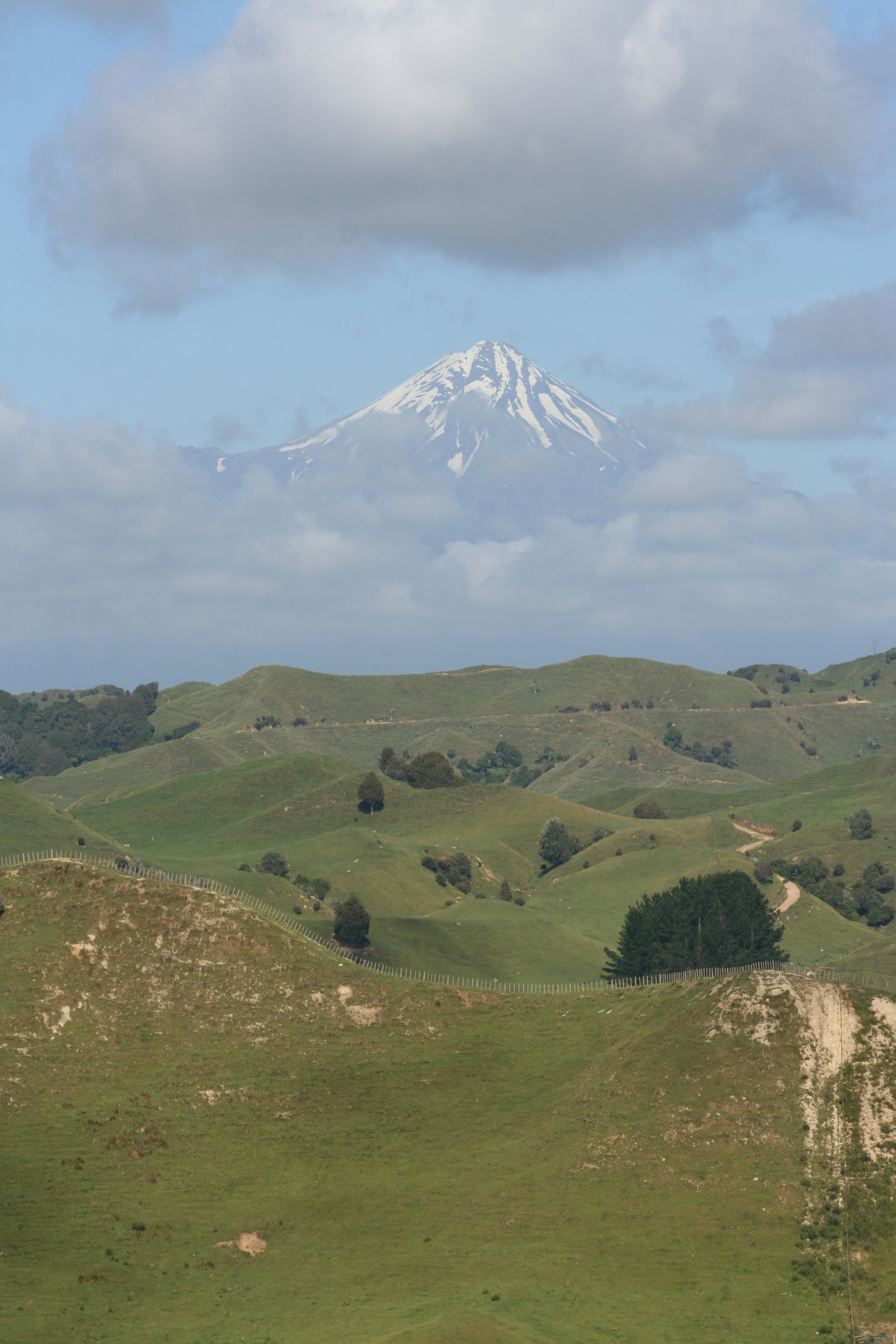
Mount Taranki vom Forgotten World Highway aus gesehen
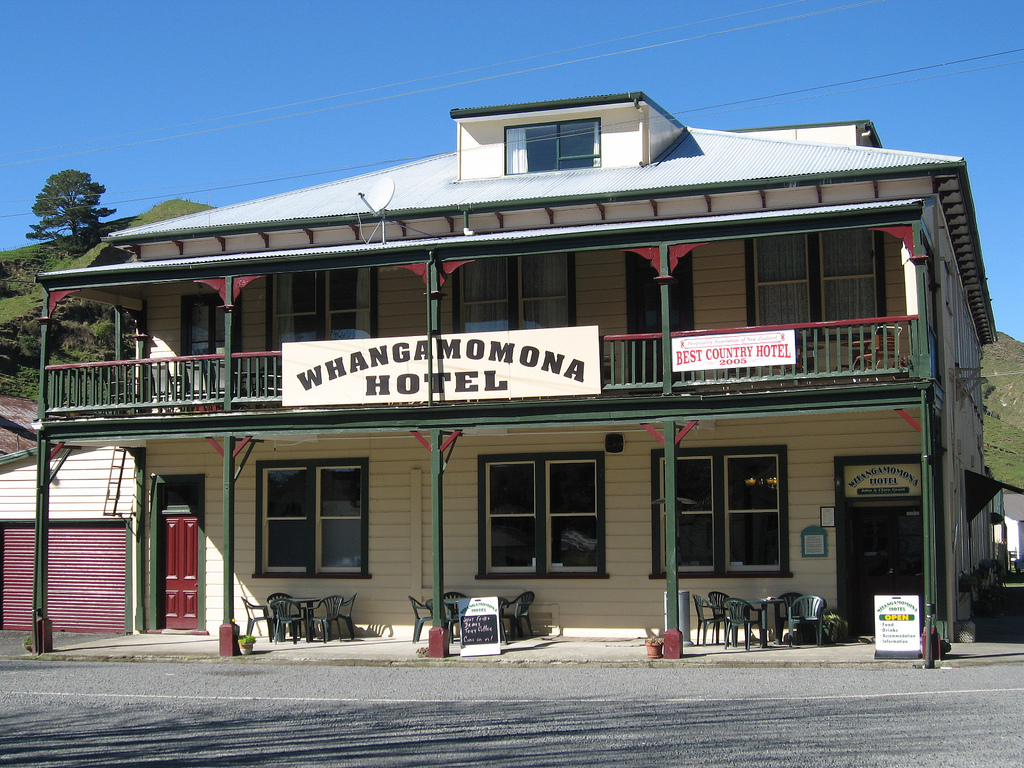
Hotel in Whangamōmona
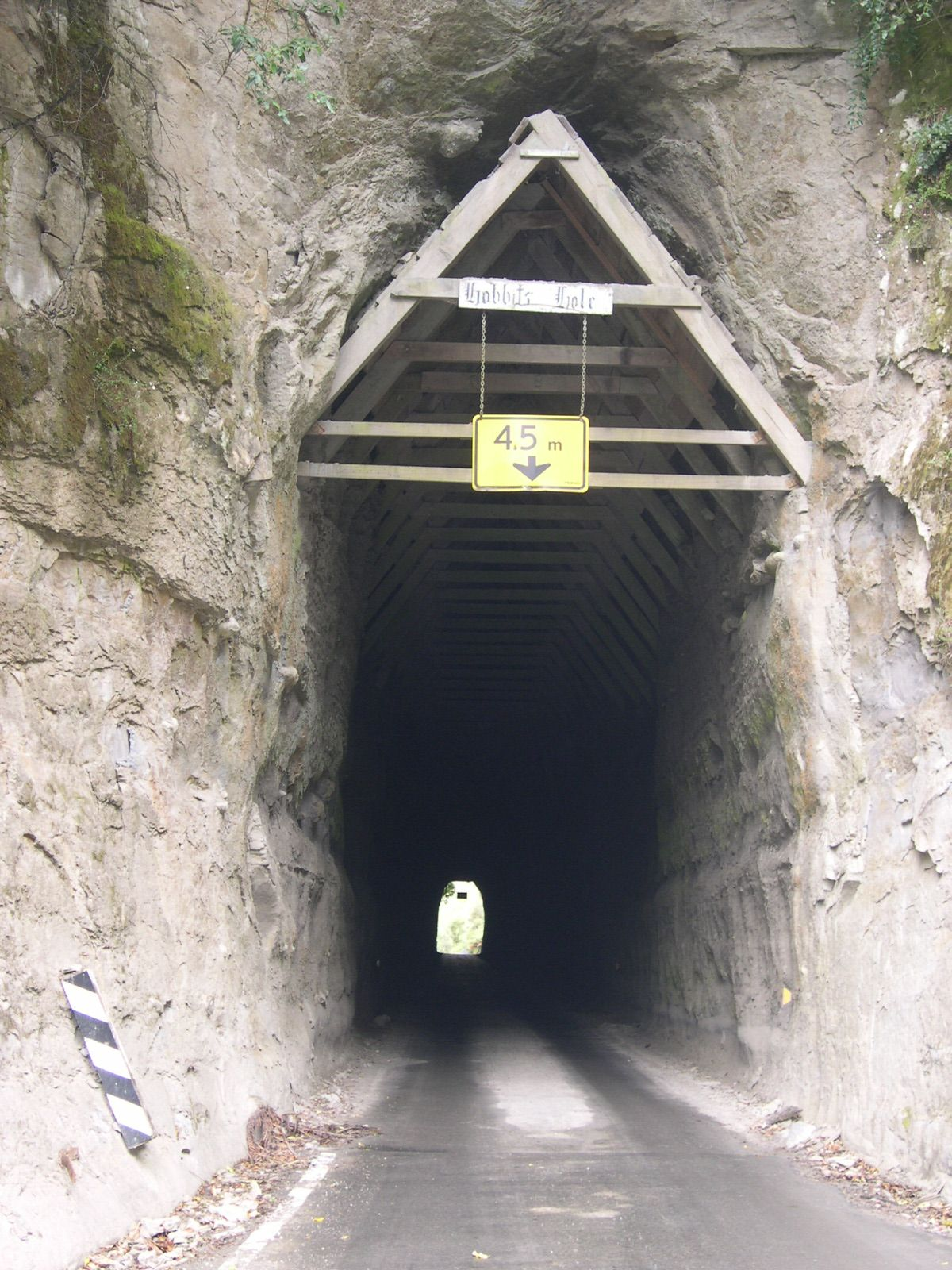
Moki-Tunnel, auch Hobbits Hole